# Kotoyama
Kotoyama (コトヤマ?) es un mangaka japonés, conocido por ser el creador de las series de manga Dagashi Kashi y Yofukashi no Uta. Anteriormente era conocido simplemente como Koto (コト?).

## Biografía
Cuando era niño, pasaba sus días leyendo GeGeGe no Kitarō y Dragon Ball, además de copiar los estilos de los protagonistas de ambas series, Kitaro y Gokū respectivamente. Cuando estaba en la escuela secundaria, se volvió adicto al manga de Katsuhiro Ōtomo debido a la influencia de su padre. Desde entonces, estuvo leyendo Dragon Ball, Akira y Ping Pong. Comenzó a dibujar manga alrededor de los 20 años. En 2012, hizo su debut con Iggis en la revista ComicLive! Drive de BookLive!. Cuando estaba escribiendo manga en Internet, fue descubierto por el departamento editorial de Shūkan Shōnen Sunday. En 2013, su obra Azuma ganó una mención de honor en el premio Manga College.
Desde el número 30 de 2014 hasta el número 20 de 2018 de la revista Shūkan Shōnen Sunday de Shōgakukan fue publicada su serie Dagashi Kashi. Desde el número 39 de 2019 de la misma revista se ha serializado su obra Yofukashi no Uta. El 18 de agosto de 2020, se publicó un video musical de colaboración entre Yofukashi no Uta y la canción «Tōsaku» de Yorushika en el canal de YouTube de Shūkan Shōnen Sunday.

## Trabajos
- Dagashi Kashi (だがしかし?  lit. Dulce bocadillo) (2014-2018, serializado en Shūkan Shōnen Sunday)
- Yofukashi no Uta (よふかしのうた?  lit. Llamado de la noche) (2019-2024), serializado en Shūkan Shōnen Sunday)